# Thalassoica antarctica
El petrel antártico (Thalassoica antarctica) es una especie de ave Procellariiformes de la familia de los Procellariidae y único miembro del género Thalassoica, que vive en los mares del sur.

## Descripción física
Los ejemplares de esta especie tienen la cabeza café, color que se va aclarando hacia atrás terminando con un pecho y abdomen totalmente blancos, terminando en una cola café. Suele medir entre 43 y 45 cm.

## Distribución geográfica
Se puede encontrar frecuentemente en los mares de Ross y de Weddell, aunque también se puede ver ocasionalmente en Cabo de Hornos. 

## Alimentación
El petrel antártico come krill, pescado, y calamares pequeños.